# Western Illinois University
Die Western Illinois University (WIU) ist eine staatliche Universität in Macomb im US-Bundesstaat Illinois. Die Hochschule wurde 1899 als Western Illinois State Teachers College gegründet. Derzeit sind 13.600 Studenten eingeschrieben. Neben dem Hauptcampus in Macomb gibt es einen Nebenstandort in den Quad Cities (Moline).

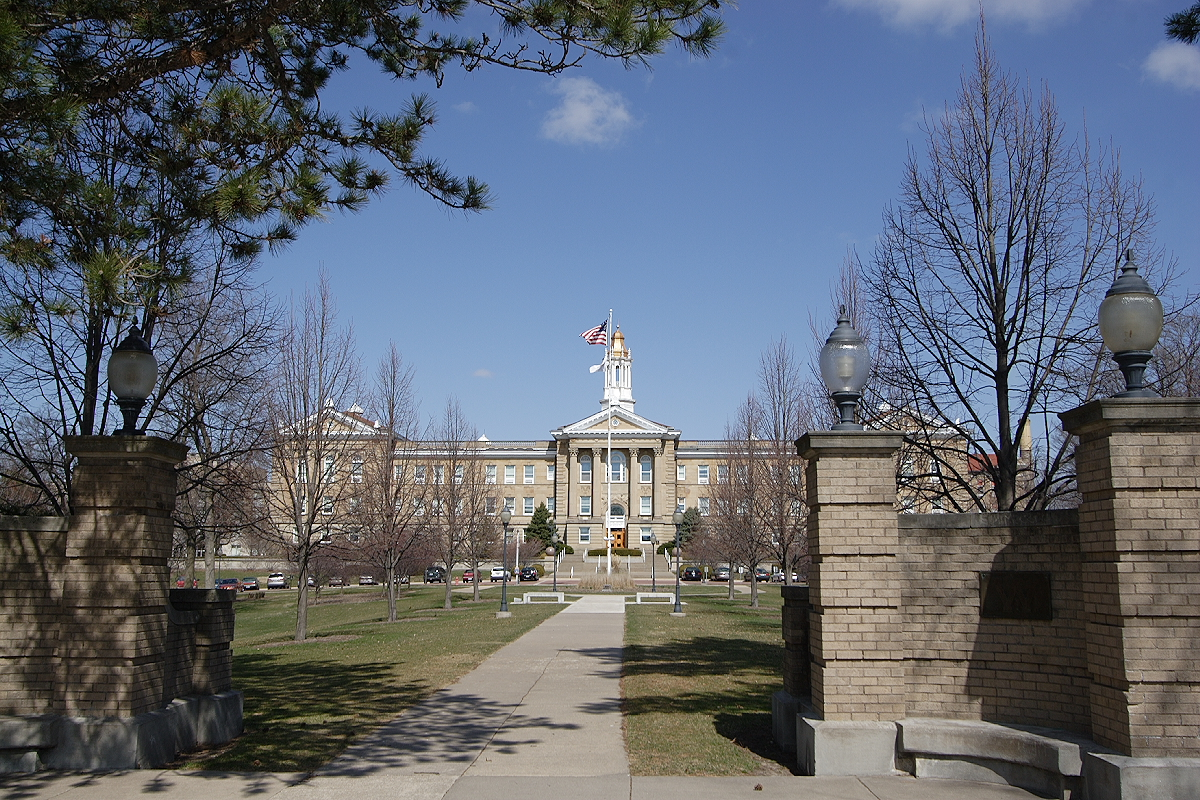
Die Sherman Hall

## Sport
Die Sportteams der WIU sind die Leathernecks. Das Maskottchen der Sportteams ist eine Bulldogge. Seit dem 1. Juli 2023 ist die Universität Mitglied der Ohio Valley Conference (OVC). Zwei Leathernecks-Teams werden im akademischen Jahr 2023–24 an anderen Konferenzen teilnehmen, bevor sie im Juli 2024 an der OVC teilnehmen. Das Football-Mannschaft wird an der Missouri Valley Football Conference teilnehmen, und die Fußballmannschaft der Männer wird in der Summit League spielen.

## Persönlichkeiten
- Lee Calhoun (1933–1989) – Leichtathlet, Olympiasieger
- Loes Geurts (* 1986) – niederländische Fußballspielerin
- John Mahoney (1940–2018) – Schauspieler
- Mike Scifres (* 1980) – Footballspieler